# 香港居民巴士NR93線
香港居民巴士NR93線，由冠忠巴士營辦，來往錦綉花園及元朗墟，途經元朗站及元朗大馬路。

## 歷史
此路線是本港第一批邨巴路線，運輸署在1982年5月向營辦商簽發住宅豪華巴士牌照，批准此路線營運，其時收費$2.0。當時此路線曾稱為68R，後來再改為93R，最後定為NR93。
路線最初由恆昌興營辦，而現時的營辦商冠利服務則是在1988年6月接辦此路線。

## 服務時間及班次
| 錦綉花園開           | 錦綉花園開  | 錦綉花園開   | 元朗墟開             | 元朗墟開    | 元朗墟開     |
| 日期                 | 服務時間    | 班次（分鐘） | 日期                 | 服務時間    | 班次（分鐘） |
| -------------------- | ----------- | ------------ | -------------------- | ----------- | ------------ |
| 星期一至五           | 05:55-06:30 | 5-10         | 星期一至五           | 06:15-06:50 | 5-10         |
| 星期一至五           | 06:30-09:30 | 5            | 星期一至五           | 06:50-10:00 | 5            |
| 星期一至五           | 09:30-14:15 | 5-10         | 星期一至五           | 10:00-14:45 | 5-10         |
| 星期一至五           | 14:15-19:50 | 5            | 星期一至五           | 14:45-20:30 | 5            |
| 星期一至五           | 19:50-23:20 | 5-10         | 星期一至五           | 20:30-23:45 | 5-10         |
| 星期一至五           | 23:20-00:15 | 10-15        | 星期一至五           | 23:45-00:45 | 10-15        |
| 星期六、日及公眾假期 | 05:55-23:20 | 5-10         | 星期六、日及公眾假期 | 06:15-23:45 | 5-10         |
| 星期六、日及公眾假期 | 23:20-00:15 | 10-15        | 星期六、日及公眾假期 | 23:45-00:45 | 10-15        |

## 收費
- 全程收費：$11.6
  - 錦綉花園住戶使用已登記八達通卡，可享有優惠收費$8.5

| - 乘客可以現金或八達通於上車時付款，不設找續。 - 任何人士皆可乘搭。 |

- 65歲或以上長者使用長者八達通或個人八達通卡、60歲或以上香港居民使用「樂悠咭」，以及合資格殘疾人士使用「殘疾人士身份」個人八達通卡繳付車資，均可享有每程劃一$2.0的票價優惠。

## 行車路線
- 往元朗墟途經：錦綉大道南、錦綉大道西、錦綉大道北、錦綉大道東、錦綉大道南、錦綉花園大道、錦綉花園交匯處、新潭路、青山公路－潭尾段、青山公路－元朗段、朗樂路、青山公路－元朗段、擊壤路、元朗安寧路及安信街
- 往錦綉花園途經：安信街、元朗安寧路、青山公路－元朗段、朗日路、元朗站公共運輸交匯處、朗日路、青山公路－元朗段、青山公路－潭尾段、新潭路、錦綉花園交匯處、錦綉花園大道及錦綉大道南

## 相關事件
- 2010年5月10日：傍晚六時許，一輛往元朗墟方向的巴士在青山公路－元朗段右轉朗日路時遭對面線一輛貨車攔腰撞向車身，11人受傷。[4]

## 外部連結
- 錦綉花園網站：專巴時間表－元朗墟線 (NR93) （页面存档备份，存于）
- 運輸署官方路線資料：NR93 （页面存档备份，存于）
  - 九十年代末的93R線服務詳情
- i-busnet.com：錦綉花園路線NR93